# Maha Sang
Maha Sang (* 27. Oktober 1945 in Wiang Negern, einem der drei größeren Fürstentümer des Wa-Volks). Er ist der Sohn des Herrschers Ta Hpawng. Wiang Negern liegt nördlich von Panghsang, der Hauptstadt des Wa-Staates, an der Grenze von Myanmar zur Chinesischen Provinz Yunnan.
Seit 1968 kämpfte er gegen die Kommunistische Partei Birmas (CPB). Nach mehreren Niederlagen zog es ihn an die Thailändische Grenze, wo er die WNO Wa National Organisation gründete. Der bewaffnete Arm der WNO, die WNA Wa National Army bekämpft bis heute die myanmarische Zentralregierung, der Staatsrat für Frieden und Entwicklung (SDPC).
1989 wurde Maha Sang in Panghsang von Mitgliedern der UWSA United Wa State Army verhaftet.
Er wollte mit anderen Mitgliedern des NDF National Democratic Front Gespräche über eine Kooperation mit der UWSP führen.
Ihm wurde vorgeworfen mit Khun Sa, dem Führer der Muang Tai Army zusammenzuarbeiten, dem Erzfeind der UWSA. Maha Sang gelang später die Flucht und wurde Anfang Januar wieder im Thailändischen Mae Hong Son gesehen.
2005 wurde Maha Sang von der Thailändischen Polizei im Zusammenhang mit Drogenvergehen verhaftet. Obwohl sich die Vorwürfe nicht erhärteten, sitzt Maha Sang weiterhin in der Thailändischen Provinz im Gefängnis. Maha Sang wird vorgeworfen an einer Schießerei zwischen Thai Border Patrol Police Einheiten und der WNA in Mae Hong Son im Jahre 1985 beteiligt gewesen zu sein.